# Armando Adame
José Armando Adame Domínguez más conocido como Armando Adame (San Luis Potosí, 27 de marzo de 1948) es un escritor y poeta mexicano.

## Biografía
Nació en San Luis Potosí, San Luis Potosí, en 1948. Realizó sus estudios en la Escuela Normal Básica y obtuvo la especialidad en ciencias sociales en la Escuela Normal Superior; ambas en su ciudad natal.
Dentro de su carrera ha obtenido diverso cargos el ámbito cultural y literario, entre ellos: coordinador del taller literario del Instituto Regional de Bellas Artes de Tampico–Madero y de la Casa de la Cultura de Celaya; director de difusión cultural, consejero y editor en el Departamento Editorial; profesor en la Escuela de Humanidades e investigador en el Centro de Estudios Literarios de la Universidad Autónoma de Zacatecas (UAZ); director de Verde Desierto, de la editorial Ponciano Arriaga y del Instituto de Cultura de San Luis Potosí; editor de Dosfilos y coordinador de El Sol de Zacatecas. Así mismo ha colaborado para diversos medios, entre ellos: Diálogo, El Sol de Zacatecas, El Unicornio, Encuentro, Letras Potosinas, Tierra Adentro y Ventana Interior.
Actualmente se desempeña como director de publicaciones y literatura de la Secretaría de Cultura de San Luis Potosí, y de la Casa del Poeta López Velarde.
Es autor de varios libros de poemas, entre los que se destaca: Era más noche lo que tiene el día (1980), De los amaneceres (1983), y La llanura despierta (1998). Parte de su obra literaria está incluída en la antología Asamblea de recurrencia: antología de poetas potosinos (1606-1999) (1999).

## Publicaciones seleccionadas

### Antologías
- David, Ojeda (1992). Literatura potosina : cuatrocientos años. San Luis Potosí, San Luis Potosí: Comité Organizador San Luis 400 (Cuatro siglos).
- López Navarro, Mario Alonso, ed. (1999). Asamblea de recurrencia : antología de poetas potosinos (1606-1999) (1. ed edición). San Luis Potosí, Mexico: Instituto de Cultura, San Luis Potosí : Colegio de Bachilleres : Sofía Producciones : CNI López Velarde : Editorial Ponciano Arriaga, Gobierno del Estado de San Luis Potosí.

### Poesía
- Adame, Armando (1980). Era más noche lo que tiene el día. México, D. F.: Ediciones Tierra Adentro.
- Adame, Armando (1983). De los amaneceres. Zacatecas: La Rasqueta.
- Adame, Armando; González, Laura Elena; Torre, Norberto de la (1998). La llanura despierta. México, D. F.: Universidad Nacional Autónoma de México (El Ala del Tigre) / Programa Editorial de la Coordinación de Humanidades [UNAM]. ISBN 9789683668523.